# Hán Nguyên Đế
Hán Nguyên Đế (chữ Hán: 漢元帝; 76 TCN - 8 tháng 7, 33 TCN), húy Lưu Thích (劉奭), là vị Hoàng đế thứ 11 của nhà Tây Hán trong lịch sử Trung Quốc. Ông trị vì từ năm 49 TCN đến năm 33 TCN, tổng cộng 16 năm.
Trong lịch sử, Hán Nguyên Đế được biết đến là vị Hoàng đế đã đặt nền tảng chắc chắn cho Nho giáo, trở thành quốc sách cai trị hàng đầu cho chính quyền trung ương, thăng địa vị những người theo Nho giáo trở thành những quan lại quan trọng. Tuy nhiên, ông thất bại trong việc ngăn chặn các đảng phái đấu đá nhau, giày xéo chính sự trong suốt Triều đại của mình. Nhiều sử gia Trung Quốc đánh giá ông là vị Hoàng đế hồ đồ và thiếu quyết đoán.
Nguyên Đế còn nổi tiếng đến việc gả Vương Chiêu Quân cho Thiền vu Hung Nô, thiết lập bang giao giữa nhà Hán và Hung Nô. Chiêu Quân đi vào lịch sử Trung Quốc bằng những giai thoại dân gian và được liệt vào một trong Tứ đại mỹ nhân Trung Hoa danh tiếng.

## Thân thế
Hán Nguyên Đế Lưu Thích sinh năm 76 TCN, là con trai trưởng của Hán Tuyên Đế Lưu Tuân và Cung Ai hoàng hậu Hứa Bình Quân. Khi sinh ra, cha mẹ ông khi đó vẫn là những người hoàng thất không danh phận, do ông nội của Tuyên Đế là Lệ thái tử Lưu Cứ, con trưởng của Hán Vũ Đế Lưu Triệt, bị trọng tội và gia cảnh trở nên bần hàn.
Năm 74 TCN, Hán Chiêu Đế Lưu Phất Lăng băng hà mà không có con nối. Đại thần Hoắc Quang lập Xương Ấp vương Lưu Hạ kế vị, nhưng không lâu sau lại phế truất. Hoắc Quang tìm kiếm người hoàng tộc còn lưu lại trong dân gian, và khi đó Hoắc Quang đã biết đến sự tồn tại của Tuyên Đế. Sau khi lên ngôi, Tuyên Đế phong Hứa Bình Quân làm Hoàng hậu. Điều này khiến Hoắc phu nhân vợ của Hoắc Quang không vừa ý, vì bà ta muốn con gái mình Hoắc Thành Quân làm Hoàng hậu. Năm 71 TCN, trong một đợt Hứa hoàng hậu mang thai lần thứ 2, Hoắc phu nhân đã sai nữ y bỏ thuốc vào khiến 2 mẹ con Hứa hoàng hậu đều cùng chết. Tiếc thương cho Hứa hoàng hậu, Tuyên Đế truy thụy bà làm Cung Ai hoàng hậu (恭哀皇后). Lưu Thích khi đó mới 6 tuổi.
Năm 70 TCN, Tuyên Đế phong Hoắc Thành Quân làm Hoàng hậu, đồng thời phong Lưu Thích làm Hoàng thái tử, phong cha Hứa hoàng hậu là Hứa Quảng Hán (許廣漢) làm Bình Ân hầu (平恩侯). Điều này khiến nhà họ Hoắc không vừa lòng, và mẹ con Hoắc hoàng hậu âm mưu quyết định giết hại Thái tử.
Năm 66 TCN, Tuyên Đế điều tra về cái chết của Hứa hoàng hậu, bắt tội cả nhà họ Hoắc, còn Hoắc hoàng hậu thì bị phế truất. Năm 64 TCN, Vương tiệp dư được sắc phong làm Hoàng hậu, và Thái tử Lưu Thích được Vương hoàng hậu yêu thương, chăm sóc tử tế từ đó. Khi đến tuổi đọc sách, ông được học bởi các thầy giáo theo Nho giáo, và từ đó có ảnh hưởng rất lớn đến ông. Hán Tuyên Đế lại xem Nho giáo là những học thuyết không thực tế, và trở nên gay gắt việc đam mê Nho giáo của Thái tử. Tuyên Đế nhiều lần muốn phế Lưu Thích, do Tuyên Đế nhận thấy Thái tử càng lớn càng tỏ ra yếu đuối, nhu nhược chỉ có tác phong của một Nho sinh chứ không có khí chất của bậc Thiên tử. Ngược lại, Tuyên Đế lại đánh giá cao vị hoàng tử thứ ba của mình là Lưu Hiêu, bởi vì vị hoàng tử này ngay từ nhỏ đã rất thông minh, đĩnh đạc, theo tư tưởng Pháp gia, Tuyên đế rất sủng ái ông ta và đã rất nhiều lần muốn lập ông ta làm Thái tử thay cho Lưu Thích. Nhưng do nhiều đại thần đứng ra khuyên can rằng Thái tử chưa bao giờ gây ra lỗi lầm gì, lại thêm trong quá trình xử lý chính sự quốc gia cũng có nhiều hành động rất thoả đáng, quan trọng nhất là ông vốn là con đích trưởng do tiên hậu quá cố Hứa Bình Quân sinh ra, theo trình tự thì không nên bỏ con đích trưởng mà lập con thứ xuất nên đã khiến Tuyên Đế thay đổi quyết định phế lập Thái tử do Đế lúc đó còn quá nặng tình với Hứa hoàng hậu quá cố. Vì thế mà ngôi Thái tử của Lưu Thích mới được bảo toàn vững chắc.
Năm 49 TCN, Hiếu Tuyên hoàng đế băng hà, Thái tử Lưu Thích lên ngôi, năm đó ông 27 tuổi. Trước khi qua đời, Tuyên Đế phó thác ông cho Sử Cao (史高), Chu Kham (周堪) và Tiêu Vọng Chi (蕭望之).

## Hoàng đế nhà Hán

### Xảy ra Đảng tranh
Thời gian đầu kế vị, Nguyên Đế là người chăm lo chính sự. Ông lập tức thi hành các chính sách tiết kiệm, giảm tô thuế, ban trợ lương thực cho dân chúng gặp nạn đói. Trái với chính sách của Tuyên Đế, Nguyên Đế tích cực trọng dụng Nho thần vào bộ máy triều đình.
Theo di chiếu của Tuyên Đế, chức Đại tư mã được trao cho Sử Cao, chức Thái phó giao cho Tiêu Vọng Chi, chức Thiếu phó cho Chu Kham. Trong 3 người này, Tiêu Vọng Chi và Chu Kham từng là thầy học của Nguyên Đế. Trong triều khi đó chia ra làm 2 đảng phái chính; một bên đứng đầu là Tiêu-Chu cùng với một người trong hoàng tộc, cũng là Nho giáo đảng, tức Lưu Canh Sanh (劉更生). Một bên đối trọng đứng đầu bởi Sử Cao, Hoằng Cung (弘恭) và Thạch Hiển (石顯).
Đảng Nho giáo có được vị thế cao là do sự ảnh hưởng của Tiêu-Chu đối với Nguyên Đế, khi cả hai đều là thầy dạy của Nguyên Đế từ khi còn là Thái tử. Còn đảng phái do Sử Cao đứng đầu là dựa vào sự thân thích; khi Sử Cao là anh em họ bên ngoại của Hán Tuyên Đế, và Hoằng Cung cùng Thạch Hiển là 2 hoạn quan thân tính của Nguyên Đế. Về việc triều chính, hai đảng phái này đối đầu với nhau căn bản là do đảng Nho giáo ủng hộ quay về những chính sách thời nhà Chu, còn đảng Sử Cao lại ủng hộ giữ gìn những chính sách cũ của nhà Hán khi trước.
Năm 47 TCN, Sử Cao đã bày mưu khiến Chu Kham và Lưu Canh Sanh bị phế truất làm thường dân; còn Tiêu Vọng Chi bị bãi chức. Về sau, bằng âm mưu của mình, Sử Cao đã lừa khiến Tiêu Vọng Chi phải tự sát trong ngục. Về sau, Nguyên Đế biết sự thực và khiển trách Sử Cao nặng nề, tuy nhiên vẫn không nỡ phạt nặng ông ta. Nguyên Đế cho người mai táng Tiêu Vọng Chi một cách long trọng nhất.
Năm 46 TCN, Nguyên Đế vời Chu Kham về triều, trao cho chức quan phụ chính, cùng theo đó trọng dụng học trò của Chu là Trương Mãnh (張猛), cháu nội của đại thần Trương Khiên nổi tiếng thời Hán Vũ Đế. Tuy giữ chức vị không cao, nhưng 2 thầy trò Chu Trương vẫn được Nguyên Đế xem trọng và thường xuyên hỏi chuyện chính sự. Năm 44 TCN, Nguyên Đế trọng dụng Cống Vũ (貢禹) vào vị trí Tể tướng. Là một người không dính vào bất kì phe phái nào, Cống Vũ đã giúp Nguyên Đế thực thi các chính sách tiết kiệm trong hệ thống quan lại chính quyền và nâng cao sự phát triển của Nho giáo.
Năm 43 TCN, Thạch Hiển lại liên kết với họ Hứa của Cung Ai hoàng hậu và Sử Cao, đã lợi dụng những biến đổi về thiên tượng, tố cáo 2 thầy trò Chu trương là nguyên nhân của sự thay đổi này. Ngay lập tức, Chu Trương bị biếm đến giữ những chức vụ thấp tại địa phương. Sang năm đó, Nguyên Đế trọng dung Nho thần Khuông Hành (匡衡) làm đại thần đắc lực của mình. Khuông Hành nhận thấy phe đảng tranh đấu, để tự bảo vệ mình, đã theo phe cùng với đảng của Sử và Thạch. Năm 40 TCN, Nguyên Đế nghi ngờ Sử Cao và Thạch Hiến dối lừa mình, đã cho vời 2 thầy trò Chu Trương trở về Trường An. Bái Chu Kham làm Quang lộc đại phu, trật 2000 thạch. Sử Cao và Thạch Hiển lo sợ. Chu Kham bệnh chết, Thạch Hiển tố cáo tội trạng Trương Mãnh giết thầy mình, khiến Mãnh phải tự sát.
Về sau, đại thần Kinh Phòng (京房) không chịu nổi sự chuyên quyền của Sử Cao và Thạch Hiển, đã chống đối họ bằng cách chiếm được sự tin yêu của Nguyên Đế thông qua việc bói toán. Vào một dịp, Kinh Phòng tố cáo Sử Cao cùng Ngũ Lộc Sung Tông (五鹿充宗) giả trò tà đạo mê hoặc Nguyên Đế. Tuy nhiên, Nguyên Đế không làm gì bọn Sử cả, và về sau Kinh Phòng bị Sử Cao hãm hại vì bị tố cáo mưu phản cùng Hoài Dương vương Lưu Khâm (劉欽), em thứ của Nguyên Đế.

### Đối ngoại

#### Phía đông bắc
Thời kỳ ông cai trị, phía đông bắc nhà Hán, quận Huyền Thố thuộc Hán tứ quận luôn xảy ra các cuộc chiến tranh với vua Kim Oa (Geumwa) nước Đông Phù Dư (Dongbuyeo) và các quốc gia nhỏ bé ở Tốt Bản (Jolbon). Năm 37 TCN Cao Chu Mông (Go Jumong) đào thoát từ Đông Phù Dư sang Tốt Bản rồi thống nhất 5 nước ở Tốt Bản và tuyên bố thành lập quốc gia Cao Câu Ly, chống đối lại nhà Hán. Quan quân nhà Hán ở quận Huyền Thố thuộc Hán tứ quận và thành trì ở Liêu Đông hợp sức giao tranh với quân đội của Cao Câu Ly nhiều lần nhưng đều bại trận trong suốt thời gian Hán Nguyên Đế tại vị.

#### Phía bắc và tây bắc
Phía bắc nhà Hán của ông luôn có trọng binh canh giữ để ngăn người Hung Nô xâm phạm biên cương, vì người Hung Nô hiện đang chia làm hai phe đối đầu nhau là Hô Hàn Tà và Chế Chi. Hô Hàn Tà thì triều cống nhà Hán từ trước nhưng Chế Chi thì luôn quấy phá biên cương phía bắc nhà Hán. Năm 36 TCN, một viên tướng trẻ của nhà Hán là Trần Thang (陈汤), với sự hỗ trợ của Cam Duyên Thọ (甘延壽), quan tổng nhiếp chính của nhà Hán ở Tây Vực, đã chỉ huy một lực lượng viễn chinh Tây Vực tiến đánh Thiền Vu Chế Chi. Trần Thang vạch kế hoạch lấy cánh quân ở đồn điền liên minh cùng với quân Ô Tôn đánh thẳng Chế Chi, nhưng Cam Diên Thọ vẫn phân vân chưa quyết, lấy cớ dâng sớ về triều hỏi ý kiến Hán Nguyên Đế. Trần Thang không thể chờ đợi lâu bèn quyết định giả truyền thánh chỉ, triệu tập binh lính đồn điền và binh lính nước Xa Sư. Cam Diên Thọ lúc này đang ốm nặng nghe vậy vội vàng ngăn cản nhưng không được đành phải nghe theo.
Trần Thang và Cam Diên Thọ tập hợp đại quân được bốn vạn người chia thành sáu hiệu: ba hiệu tiến về hướng nam đến Thông Lĩnh, Đại Uyển; ba hiệu còn lại đi về hướng bắc vào Xích Cốc, qua Ô Tôn và biên giới Khang Cư. Trần Thang lấy ân uy ra phủ dụ Khang Cư, được nước này tình nguyện mở đường chỉ lối vào nơi ở của Chế Chi. Sau đó đại quân nhà Hán tiến thẳng tới thành đô Taraz (Lại Thủy), bày binh bố trận cách thành ba dặm. Cam Diên Thọ và Trần Thang quan sát hồi lâu rồi mới lệnh cho binh sĩ vây thành, bắn bị thương những tên lính gác. Hai bên bắt đầu cuộc chiến bằng cung tên thật dữ dội. Được tin quân Hán tiến công, Thiền Vu Chế Chi đã tính đường tháo chạy. Tới khi quân Hán đánh rát quá, Thiền Vu Chế Chi mình mặc giáp trụ cùng thê thiếp và tùy tùng bước lên mặt thành cố thủ nhưng đều bị quân Hán bắn bị thương. Chế Chi quá sức kinh hãi liền xuống thành, lên ngựa phóng thẳng về cung thất.
Ngày hôm sau, Trần Thang lệnh cho các tướng sĩ đốt lửa đánh thành ở cả bốn mặt, chiêng trống nổi lên hỗ trợ. Quân Hán xông qua khói lửa phá thành. Lúc này, bên cạnh Chế Chi chỉ còn đám tùy tùng và một số quan lại chức sắc, bọn họ hoảng sợ bỏ chạy tán loạn bỏ mặc Chế Chi lại một mình. Quân Hán cứ thế xông vào, đâm chết Chế Chi. Quân hầu Đỗ Huân chạy đến chặt thủ cấp của Chế Chi, binh lính Hán kéo nhau tới phá ngục cứu được hai sứ giả nhà Hán và tìm thấy những văn thư mà sứ giả Cốc Cát của nhà Hán từng mang theo. Tướng sĩ vào thành lùng bắt kẻ thù, giết chết đám thê thiếp, thái tử và những vương công Hung Nô được Chế Chi phong; bắt sống quan lại và gọi hàng binh lính địch, rồi giao lại cho các nước tham chiến.
Cuộc chiến lần này thắng lợi, không những đã trừ tiệt được hậu họa lớn ở Tây Vực mà còn giúp nâng cao uy tín của triều Hán trong vùng. Lúc này, Cam Diên Thọ và Trần Thang mới dâng sớ về triều đình ở Trường An cùng với thủ cấp của Chế Chi làm chiến lợi phẩm. Hai người bọn họ cùng các tướng sĩ đang trên đường trở về thì quan Tự Đại hiệu úy trong triều cũng xuất phát từ Trường An. Hai bên gặp nhau trên đường và Trần Thang phải dừng lại và bị lục soát. Do Hán Nguyên Đế nhân được mật báo Trần Thang sau khi phá xong Chế Chi đã cất giấu không ít châu báu hòng làm của riêng, vì vậy Tự Đại hiệu úy mới cản đường lục soát, chuẩn bị bắt bớ. Trần Thang lập tức dâng sớ kêu oan, Hán Nguyên Đế liền hạ lệnh cho quan Tự Đại lui về và các quận huyện, thành ven đường phải bày tiệc tiếp đón đoàn quân thắng lợi trở về.
Sau này, khi luận công ban thưởng ở trong triều, Trung thủ lệnh Thạch Hiển và Khuông Hành cứ một mực phủ nhận công lao của Trần Thang, khiến Hán Nguyên Đế dùng dằng chưa ban thưởng vội. Tông chính Lưu Hướng khuyên mãi Hán Nguyên Đế mới hạ chiếu miễn tội giả truyền thánh chỉ của Cam Diên Thọ và Trần Thang rồi để các đại thần bàn chuyện khen thưởng. Bọn Thạch Hiển, Khuông Hành đều chủ trương như cũ. Cuối cùng, Hán Nguyên Đế phong Cam Diên Thọ là Nghĩa Thành hầu, Trần Thang là Quan Nội hầu. Mỗi người còn được ba trăm hộ làm thực ấp, vàng một trăm cân, còn bổ nhiệm Trần Thang là Xạ Thanh hiệu úy, Cam Diên Thọ là Tràng Thủy hiệu úy.
Sau đó Hán Nguyên Đế đem cống Vương Chiêu Quân năm 33 TCN cho Hô Hàn Tà thì người Hung Nô mới dừng việc xâm phạm nhà Hán trong vòng gần 100 năm nữa.

### Cống Chiêu Quân cho người Hồ
Lúc đó Hung Nô phía bắc đã thống nhất được Nam bắc sau thời kỳ chia cắt. Đầu năm 33 TCN, Thiền Vu Hô Hàn Tà đến thăm Trường An. Hán Nguyên Đế quyết định chọn một cung nữ, lấy lễ tiết công chúa gả cho Hô Hàn Tà. Vì vậy ông ra lệnh trong các cung nữ: Ai tình nguyện lấy vua Hung Nô sẽ được coi như công chúa.
Các cung nữ đều ngần ngại sang Hung Nô. Có cung nữ Vương Tường - tức Vương Chiêu Quân (王昭君) - tình nguyện lấy Hô Hàn Tà. Đến ngày hôn lễ giữa Hô Hàn Tà và Vương Chiêu Quân, Nguyên Đế thấy nàng xinh đẹp nên rất hối tiếc. Ông bèn hạ lệnh mang bức tranh nàng ra xem, thì thấy bức tranh do họa sĩ Mao Diên Thọ vẽ không giống chân dung thật. Nguyên do vì Mao Diên Thộ bắt các cung nữ phải đút lót mới vẽ hình đẹp để được vào gặp vua, nếu không chịu hối lộ sẽ bị vẽ hình xấu.
Nguyên Đế thấy tranh Mao Diên Thọ vẽ sai với người thật, bèn sai bắt chém Thọ.
Vì Vương Chiêu Quân được sủng ái và khuyên Hô Hàn Tà giữ hòa khí với nhà Hán nên vùng biên giới Hán-Hung Nô trong hơn 60 năm không có chiến tranh.

### Tranh chấp Trữ vị
Hán Nguyên Đế không có quá nhiều phi tần, ngoài chính cung là Hoàng hậu Vương Chính Quân, Nguyên Đế còn 2 phi tử sủng ái khác là Chiêu nghi Phó thị và Chiêu nghi Phùng Viện; và 3 người đều sinh ra 3 người con trai của mình; như Vương hoàng hậu sinh ra Thái tử Lưu Ngao, Phó chiêu nghi sinh Định Đào vương Lưu Khang (劉康) và Phùng chiêu nghi sinh Trung Sơn vương Lưu Hưng. Vương hoàng hậu trong hậu cung hết sức hiền hòa, luôn cố giữ mối quan hệ tốt với Phùng chiêu nghi, nhưng lại sinh tranh chấp với Phó chiêu nghi vì việc định ngôi Thái tử.
Khi Thái tử Lưu Ngao càng trưởng thành, Nguyên Đế càng không hài lòng với tác phong của Thái tử và ấn tượng với hoàng tử Lưu Khang hơn. Bắt đầu từ sự việc năm 35 TCN, khi em trai út của Nguyên Đế là Trung Sơn vương Lưu Cánh mất, thế nhưng Thái tử Lưu Ngao không thể hiện sự đau buồn nào. Trong khi đó, Lưu Cánh cùng Thái tử cùng tuổi và đã chơi cùng nhau từ thuở còn nhỏ, điều này khiến Nguyên Đế thất vọng với Thái tử. Cận thần Sử Đan (史丹) khuyên Nguyên Đế và cho rằng Thái tử đang cố giúp Nguyên Đế bớt đau buồn, nên mới không biểu hiện đau khổ. Tuy vậy, sự bực bội của Nguyên Đế với Thái tử phát sinh từ đó.
Cũng vào năm 35 TCN, Nguyên Đế ngã bệnh, Phó chiêu nghi cùng Lưu Khang hết lòng bên cạnh hầu thuốc thang, trong khi Hoàng hậu và Thái tử không thường xuyên ghé thăm ông. Nhân cơ hội đó, Phó chiêu nghi cố thuyết phục Nguyên Đế thay ngôi Thái tử, trao về cho Lưu Khang. Thế nhưng một lần nữa, đại thần Sử Đan lại cản trở, xông thẳng vào phòng ngủ của Nguyên Đế, ra sức can ngăn. Nguyên Đế mới thôi không còn ý định ấy nữa.

## Qua đời
Năm 33 TCN, tháng 5, ngày Nhâm Thìn (tức ngày 8 tháng 7 dương lịch), Hán Nguyên Đế Lưu Thích băng hà ở Vị Ương cung, hưởng dương 43 tuổi, tại vị 16 năm. Ông được truy tôn miếu hiệu là Cao Tông (高宗), thụy hiệu là Hiếu Nguyên hoàng đế (孝元皇帝), an táng tại Vị lăng (渭陵). Thái tử Lưu Ngao lên nối ngôi, tức là Hán Thành Đế.
Trong thời gian cai trị của Nguyên Đế, chính sự nhà Hán bắt đầu đi xuống. Vì sự hoang phí của Nguyên Đế, năm 33 TCN, đê sông Hoàng Hà vỡ nhưng triều đình không có tiền để đắp đê, do đó thiệt hại rất lớn. Chính Nguyên Đế cũng tự mình than vãn rằng: "Quốc gia đã cực loạn rồi".

## Niên hiệu
Trong thời gian ở ngôi, Hán Nguyên Đế dùng các niên hiệu:
- Sơ Nguyên (初元; 48-44 TCN)
- Vĩnh Quang (永光; 43-39 TCN)
- Kiến Chiêu (建昭; 38-34 TCN)
- Cánh Ninh (竟寧; 33 TCN) [5]

## Gia quyến
|  |  |  |  |  |  |  |  |                                     |                                     |                                     |                                     |                                     |                                     |  |  |  |  |                                    |                                    |                                    |                                    | 1 Hán Cao Tổ ?-195TCN 256-195TCN   |                                    |  |  |  |  |                                    |                                    |                                    |                                    |                                    |                                    |  |  |  |  |                                         |                                         |                                         |                                         |                                         |                                         |  |  |  |  |                                        |                                        |                                        |                                        |                                        |                                        |  |  |  |  |  |  |  |  |  |  |  |  |  |  |  |  |  |  |  |  |  |  |  |  |
|  |  |  |  |  |  |  |  |                                     |                                     |                                     |                                     |                                     |                                     |  |  |  |  |                                    |                                    |                                    |                                    |                                    |                                    |  |  |  |  |                                    |                                    |                                    |                                    |                                    |                                    |  |  |  |  |                                         |                                         |                                         |                                         |                                         |                                         |  |  |  |  |                                        |                                        |                                        |                                        |                                        |                                        |  |  |  |  |  |  |  |  |  |  |  |  |  |  |  |  |  |  |  |  |  |  |  |  |
|  |  |  |  |  |  |  |  |                                     |                                     |                                     |                                     |                                     |                                     |  |  |  |  |                                    |                                    |                                    |                                    |                                    |                                    |  |  |  |  |                                    |                                    |                                    |                                    |                                    |                                    |  |  |  |  |                                         |                                         |                                         |                                         |                                         |                                         |  |  |  |  |                                        |                                        |                                        |                                        |                                        |                                        |  |  |  |  |  |  |  |  |  |  |  |  |  |  |  |  |  |  |  |  |  |  |  |  |
|  |  |  |  |  |  |  |  | 5 Hán Văn Đế 180-157TCN 202–157TCN  | 5 Hán Văn Đế 180-157TCN 202–157TCN  | 5 Hán Văn Đế 180-157TCN 202–157TCN  | 5 Hán Văn Đế 180-157TCN 202–157TCN  | 5 Hán Văn Đế 180-157TCN 202–157TCN  | 5 Hán Văn Đế 180-157TCN 202–157TCN  |  |  |  |  | Lưu Cứ                             | Lưu Cứ                             | Lưu Cứ                             | Lưu Cứ                             | Lưu Cứ                             | Lưu Cứ                             |  |  |  |  | Lưu Bác                            | Lưu Bác                            | Lưu Bác                            | Lưu Bác                            | Lưu Bác                            | Lưu Bác                            |  |  |  |  | 2 Hán Huệ Đế 194-188TCN 210–188TCN      | 2 Hán Huệ Đế 194-188TCN 210–188TCN      | 2 Hán Huệ Đế 194-188TCN 210–188TCN      | 2 Hán Huệ Đế 194-188TCN 210–188TCN      | 2 Hán Huệ Đế 194-188TCN 210–188TCN      | 2 Hán Huệ Đế 194-188TCN 210–188TCN      |  |  |  |  |                                        |                                        |                                        |                                        |                                        |                                        |  |  |  |  |  |  |  |  |  |  |  |  |  |  |  |  |  |  |  |  |  |  |  |  |
|  |  |  |  |  |  |  |  | 5 Hán Văn Đế 180-157TCN 202–157TCN  | 5 Hán Văn Đế 180-157TCN 202–157TCN  | 5 Hán Văn Đế 180-157TCN 202–157TCN  | 5 Hán Văn Đế 180-157TCN 202–157TCN  | 5 Hán Văn Đế 180-157TCN 202–157TCN  | 5 Hán Văn Đế 180-157TCN 202–157TCN  |  |  |  |  | Lưu Cứ                             | Lưu Cứ                             | Lưu Cứ                             | Lưu Cứ                             | Lưu Cứ                             | Lưu Cứ                             |  |  |  |  | Lưu Bác                            | Lưu Bác                            | Lưu Bác                            | Lưu Bác                            | Lưu Bác                            | Lưu Bác                            |  |  |  |  | 2 Hán Huệ Đế 194-188TCN 210–188TCN      | 2 Hán Huệ Đế 194-188TCN 210–188TCN      | 2 Hán Huệ Đế 194-188TCN 210–188TCN      | 2 Hán Huệ Đế 194-188TCN 210–188TCN      | 2 Hán Huệ Đế 194-188TCN 210–188TCN      | 2 Hán Huệ Đế 194-188TCN 210–188TCN      |  |  |  |  |                                        |                                        |                                        |                                        |                                        |                                        |  |  |  |  |  |  |  |  |  |  |  |  |  |  |  |  |  |  |  |  |  |  |  |  |
|  |  |  |  |  |  |  |  |                                     |                                     |                                     |                                     |                                     |                                     |  |  |  |  |                                    |                                    |                                    |                                    |                                    |                                    |  |  |  |  |                                    |                                    |                                    |                                    |                                    |                                    |  |  |  |  |                                         |                                         |                                         |                                         |                                         |                                         |  |  |  |  |                                        |                                        |                                        |                                        |                                        |                                        |  |  |  |  |  |  |  |  |  |  |  |  |  |  |  |  |  |  |  |  |  |  |  |  |
|  |  |  |  |  |  |  |  | 6 Hán Cảnh Đế 157-141TCN 188–141TCN | 6 Hán Cảnh Đế 157-141TCN 188–141TCN | 6 Hán Cảnh Đế 157-141TCN 188–141TCN | 6 Hán Cảnh Đế 157-141TCN 188–141TCN | 6 Hán Cảnh Đế 157-141TCN 188–141TCN | 6 Hán Cảnh Đế 157-141TCN 188–141TCN |  |  |  |  | Lưu Tiến                           | Lưu Tiến                           | Lưu Tiến                           | Lưu Tiến                           | Lưu Tiến                           | Lưu Tiến                           |  |  |  |  | 9 Xương Ấp Vương 74-74TCN 92-59TCN | 9 Xương Ấp Vương 74-74TCN 92-59TCN | 9 Xương Ấp Vương 74-74TCN 92-59TCN | 9 Xương Ấp Vương 74-74TCN 92-59TCN | 9 Xương Ấp Vương 74-74TCN 92-59TCN | 9 Xương Ấp Vương 74-74TCN 92-59TCN |  |  |  |  | 3 Hán Tiền Thiếu Đế 188-184TCN ?–184TCN | 3 Hán Tiền Thiếu Đế 188-184TCN ?–184TCN | 3 Hán Tiền Thiếu Đế 188-184TCN ?–184TCN | 3 Hán Tiền Thiếu Đế 188-184TCN ?–184TCN | 3 Hán Tiền Thiếu Đế 188-184TCN ?–184TCN | 3 Hán Tiền Thiếu Đế 188-184TCN ?–184TCN |  |  |  |  | 4 Hán Hậu Thiếu Đế 184-180TCN ?–180TCN | 4 Hán Hậu Thiếu Đế 184-180TCN ?–180TCN | 4 Hán Hậu Thiếu Đế 184-180TCN ?–180TCN | 4 Hán Hậu Thiếu Đế 184-180TCN ?–180TCN | 4 Hán Hậu Thiếu Đế 184-180TCN ?–180TCN | 4 Hán Hậu Thiếu Đế 184-180TCN ?–180TCN |  |  |  |  |  |  |  |  |  |  |  |  |  |  |  |  |  |  |  |  |  |  |  |  |
|  |  |  |  |  |  |  |  | 6 Hán Cảnh Đế 157-141TCN 188–141TCN | 6 Hán Cảnh Đế 157-141TCN 188–141TCN | 6 Hán Cảnh Đế 157-141TCN 188–141TCN | 6 Hán Cảnh Đế 157-141TCN 188–141TCN | 6 Hán Cảnh Đế 157-141TCN 188–141TCN | 6 Hán Cảnh Đế 157-141TCN 188–141TCN |  |  |  |  | Lưu Tiến                           | Lưu Tiến                           | Lưu Tiến                           | Lưu Tiến                           | Lưu Tiến                           | Lưu Tiến                           |  |  |  |  | 9 Xương Ấp Vương 74-74TCN 92-59TCN | 9 Xương Ấp Vương 74-74TCN 92-59TCN | 9 Xương Ấp Vương 74-74TCN 92-59TCN | 9 Xương Ấp Vương 74-74TCN 92-59TCN | 9 Xương Ấp Vương 74-74TCN 92-59TCN | 9 Xương Ấp Vương 74-74TCN 92-59TCN |  |  |  |  | 3 Hán Tiền Thiếu Đế 188-184TCN ?–184TCN | 3 Hán Tiền Thiếu Đế 188-184TCN ?–184TCN | 3 Hán Tiền Thiếu Đế 188-184TCN ?–184TCN | 3 Hán Tiền Thiếu Đế 188-184TCN ?–184TCN | 3 Hán Tiền Thiếu Đế 188-184TCN ?–184TCN | 3 Hán Tiền Thiếu Đế 188-184TCN ?–184TCN |  |  |  |  | 4 Hán Hậu Thiếu Đế 184-180TCN ?–180TCN | 4 Hán Hậu Thiếu Đế 184-180TCN ?–180TCN | 4 Hán Hậu Thiếu Đế 184-180TCN ?–180TCN | 4 Hán Hậu Thiếu Đế 184-180TCN ?–180TCN | 4 Hán Hậu Thiếu Đế 184-180TCN ?–180TCN | 4 Hán Hậu Thiếu Đế 184-180TCN ?–180TCN |  |  |  |  |  |  |  |  |  |  |  |  |  |  |  |  |  |  |  |  |  |  |  |  |
|  |  |  |  |  |  |  |  | 7 Hán Vũ Đế 140-87TCN 156-87TCN     | 7 Hán Vũ Đế 140-87TCN 156-87TCN     | 7 Hán Vũ Đế 140-87TCN 156-87TCN     | 7 Hán Vũ Đế 140-87TCN 156-87TCN     | 7 Hán Vũ Đế 140-87TCN 156-87TCN     | 7 Hán Vũ Đế 140-87TCN 156-87TCN     |  |  |  |  | 10 Hán Tuyên Đế 74-49TCN 91-49TCN  | 10 Hán Tuyên Đế 74-49TCN 91-49TCN  | 10 Hán Tuyên Đế 74-49TCN 91-49TCN  | 10 Hán Tuyên Đế 74-49TCN 91-49TCN  | 10 Hán Tuyên Đế 74-49TCN 91-49TCN  | 10 Hán Tuyên Đế 74-49TCN 91-49TCN  |  |  |  |  |                                    |                                    |                                    |                                    |                                    |                                    |  |  |  |  |                                         |                                         |                                         |                                         |                                         |                                         |  |  |  |  |                                        |                                        |                                        |                                        |                                        |                                        |  |  |  |  |  |  |  |  |  |  |  |  |  |  |  |  |  |  |  |  |  |  |  |  |
|  |  |  |  |  |  |  |  | 7 Hán Vũ Đế 140-87TCN 156-87TCN     | 7 Hán Vũ Đế 140-87TCN 156-87TCN     | 7 Hán Vũ Đế 140-87TCN 156-87TCN     | 7 Hán Vũ Đế 140-87TCN 156-87TCN     | 7 Hán Vũ Đế 140-87TCN 156-87TCN     | 7 Hán Vũ Đế 140-87TCN 156-87TCN     |  |  |  |  | 10 Hán Tuyên Đế 74-49TCN 91-49TCN  | 10 Hán Tuyên Đế 74-49TCN 91-49TCN  | 10 Hán Tuyên Đế 74-49TCN 91-49TCN  | 10 Hán Tuyên Đế 74-49TCN 91-49TCN  | 10 Hán Tuyên Đế 74-49TCN 91-49TCN  | 10 Hán Tuyên Đế 74-49TCN 91-49TCN  |  |  |  |  |                                    |                                    |                                    |                                    |                                    |                                    |  |  |  |  |                                         |                                         |                                         |                                         |                                         |                                         |  |  |  |  |                                        |                                        |                                        |                                        |                                        |                                        |  |  |  |  |  |  |  |  |  |  |  |  |  |  |  |  |  |  |  |  |  |  |  |  |
|  |  |  |  |  |  |  |  | 8 Hán Chiêu Đế 95–74TCN 87-74TCN    | 8 Hán Chiêu Đế 95–74TCN 87-74TCN    | 8 Hán Chiêu Đế 95–74TCN 87-74TCN    | 8 Hán Chiêu Đế 95–74TCN 87-74TCN    | 8 Hán Chiêu Đế 95–74TCN 87-74TCN    | 8 Hán Chiêu Đế 95–74TCN 87-74TCN    |  |  |  |  | 11 Hán Nguyên Đế 49-33TCN 76–33TCN | 11 Hán Nguyên Đế 49-33TCN 76–33TCN | 11 Hán Nguyên Đế 49-33TCN 76–33TCN | 11 Hán Nguyên Đế 49-33TCN 76–33TCN | 11 Hán Nguyên Đế 49-33TCN 76–33TCN | 11 Hán Nguyên Đế 49-33TCN 76–33TCN |  |  |  |  |                                    |                                    |                                    |                                    |                                    |                                    |  |  |  |  |                                         |                                         |                                         |                                         |                                         |                                         |  |  |  |  |                                        |                                        |                                        |                                        |                                        |                                        |  |  |  |  |  |  |  |  |  |  |  |  |  |  |  |  |  |  |  |  |  |  |  |  |
|  |  |  |  |  |  |  |  | 8 Hán Chiêu Đế 95–74TCN 87-74TCN    | 8 Hán Chiêu Đế 95–74TCN 87-74TCN    | 8 Hán Chiêu Đế 95–74TCN 87-74TCN    | 8 Hán Chiêu Đế 95–74TCN 87-74TCN    | 8 Hán Chiêu Đế 95–74TCN 87-74TCN    | 8 Hán Chiêu Đế 95–74TCN 87-74TCN    |  |  |  |  | 11 Hán Nguyên Đế 49-33TCN 76–33TCN | 11 Hán Nguyên Đế 49-33TCN 76–33TCN | 11 Hán Nguyên Đế 49-33TCN 76–33TCN | 11 Hán Nguyên Đế 49-33TCN 76–33TCN | 11 Hán Nguyên Đế 49-33TCN 76–33TCN | 11 Hán Nguyên Đế 49-33TCN 76–33TCN |  |  |  |  |                                    |                                    |                                    |                                    |                                    |                                    |  |  |  |  |                                         |                                         |                                         |                                         |                                         |                                         |  |  |  |  |                                        |                                        |                                        |                                        |                                        |                                        |  |  |  |  |  |  |  |  |  |  |  |  |  |  |  |  |  |  |  |  |  |  |  |  |
|  |  |  |  |  |  |  |  |                                     |                                     |                                     |                                     |                                     |                                     |  |  |  |  |                                    |                                    |                                    |                                    |                                    |                                    |  |  |  |  |                                    |                                    |                                    |                                    |                                    |                                    |  |  |  |  |                                         |                                         |                                         |                                         |                                         |                                         |  |  |  |  |                                        |                                        |                                        |                                        |                                        |                                        |  |  |  |  |  |  |  |  |  |  |  |  |  |  |  |  |  |  |  |  |  |  |  |  |
|  |  |  |  |  |  |  |  | Lưu Khang                           | Lưu Khang                           | Lưu Khang                           | Lưu Khang                           | Lưu Khang                           | Lưu Khang                           |  |  |  |  | Lưu Hưng                           | Lưu Hưng                           | Lưu Hưng                           | Lưu Hưng                           | Lưu Hưng                           | Lưu Hưng                           |  |  |  |  | Lưu Hiển                           | Lưu Hiển                           | Lưu Hiển                           | Lưu Hiển                           | Lưu Hiển                           | Lưu Hiển                           |  |  |  |  | 12 Hán Thành Đế 33–7TCN 51-7TCN         | 12 Hán Thành Đế 33–7TCN 51-7TCN         | 12 Hán Thành Đế 33–7TCN 51-7TCN         | 12 Hán Thành Đế 33–7TCN 51-7TCN         | 12 Hán Thành Đế 33–7TCN 51-7TCN         | 12 Hán Thành Đế 33–7TCN 51-7TCN         |  |  |  |  |                                        |                                        |                                        |                                        |                                        |                                        |  |  |  |  |  |  |  |  |  |  |  |  |  |  |  |  |  |  |  |  |  |  |  |  |
|  |  |  |  |  |  |  |  | Lưu Khang                           | Lưu Khang                           | Lưu Khang                           | Lưu Khang                           | Lưu Khang                           | Lưu Khang                           |  |  |  |  | Lưu Hưng                           | Lưu Hưng                           | Lưu Hưng                           | Lưu Hưng                           | Lưu Hưng                           | Lưu Hưng                           |  |  |  |  | Lưu Hiển                           | Lưu Hiển                           | Lưu Hiển                           | Lưu Hiển                           | Lưu Hiển                           | Lưu Hiển                           |  |  |  |  | 12 Hán Thành Đế 33–7TCN 51-7TCN         | 12 Hán Thành Đế 33–7TCN 51-7TCN         | 12 Hán Thành Đế 33–7TCN 51-7TCN         | 12 Hán Thành Đế 33–7TCN 51-7TCN         | 12 Hán Thành Đế 33–7TCN 51-7TCN         | 12 Hán Thành Đế 33–7TCN 51-7TCN         |  |  |  |  |                                        |                                        |                                        |                                        |                                        |                                        |  |  |  |  |  |  |  |  |  |  |  |  |  |  |  |  |  |  |  |  |  |  |  |  |
|  |  |  |  |  |  |  |  | 13 Hán Ai Đế 26-1TCN 7-1TCN         | 13 Hán Ai Đế 26-1TCN 7-1TCN         | 13 Hán Ai Đế 26-1TCN 7-1TCN         | 13 Hán Ai Đế 26-1TCN 7-1TCN         | 13 Hán Ai Đế 26-1TCN 7-1TCN         | 13 Hán Ai Đế 26-1TCN 7-1TCN         |  |  |  |  | 14 Hán Bình Đế 9TCN–5SCN 1TCN-5SCN | 14 Hán Bình Đế 9TCN–5SCN 1TCN-5SCN | 14 Hán Bình Đế 9TCN–5SCN 1TCN-5SCN | 14 Hán Bình Đế 9TCN–5SCN 1TCN-5SCN | 14 Hán Bình Đế 9TCN–5SCN 1TCN-5SCN | 14 Hán Bình Đế 9TCN–5SCN 1TCN-5SCN |  |  |  |  | 15 Nhũ Tử Anh 5–8 25–25 5–25       | 15 Nhũ Tử Anh 5–8 25–25 5–25       | 15 Nhũ Tử Anh 5–8 25–25 5–25       | 15 Nhũ Tử Anh 5–8 25–25 5–25       | 15 Nhũ Tử Anh 5–8 25–25 5–25       | 15 Nhũ Tử Anh 5–8 25–25 5–25       |  |  |  |  |                                         |                                         |                                         |                                         |                                         |                                         |  |  |  |  |                                        |                                        |                                        |                                        |                                        |                                        |  |  |  |  |  |  |  |  |  |  |  |  |  |  |  |  |  |  |  |  |  |  |  |  |

- Cha: Hán Tuyên Đế Lưu Tuân.
- Mẹ: Cung Ai hoàng hậu Hứa Bình Quân (恭哀皇后许平君, ? - 71 TCN).
- Vợ:

1. Lương đệ Tư Mã thị (良娣司馬氏), mất sớm.
2. Hiếu Nguyên hoàng hậu Vương Chính Quân (孝元皇后王政君, 71 TCN - 13).
3. Phó chiêu nghi (傅昭儀, ? - 2 TCN).
4. Phùng chiêu nghi (馮昭儀, ? - 4 TCN).
5. Vệ tiệp dư (婕妤衛氏).
6. Vương Chiêu Quân (王昭君), nhập cung nhưng chưa từng diện thánh, giữ thân phận Gia nhân tử (phi tần không chính thức) đến khi gả sang Hung Nô.

- Con trai:

1. Hán Thành Đế Lưu Ngao (劉驁), mẹ là Vương hoàng hậu.
2. Định Đào Cung vương Lưu Khang (定陶恭王劉康, ? - 23 TCN), mẹ là Phó Chiêu nghi.
3. Trung Sơn Hiếu vương Lưu Hưng (中山孝王劉興, ? - 7 TCN), mẹ là Phùng Chiêu nghi.

- Con gái:

1. Bình Đô Công chúa (平都公主), mẹ là Phó Chiêu nghi.
2. Bình Dương Công chúa (平阳公主), mẹ là Vệ tiệp dư.
3. Dương A Công chúa (阳阿公主), mẹ là Vệ tiệp dư.
4. Dĩnh Ấp Công chúa (潁邑公主), mẹ không rõ.